# Channel 5
Channel 5 (en español, Canal cinco) es un canal de televisión generalista de titularidad privada, disponible en Reino Unido. Es una filial de la división de Reino Unido y Australia de Paramount Skydance Corporation. Se lanzó el 30 de marzo de 1997 para ofrecer un quinto canal terrestre nacional en el Reino Unido.
Channel 5 pasó a llamarse Five, desde el 16 de septiembre de 2002 hasta el 13 de febrero de 2011. La mayor parte de este canal estaba bajo propiedad del Grupo RTL. Posteriormente, Richard Desmond compró el canal el 23 de julio de 2010 y revirtió el cambio de nombre. Channel 5 pasó a llamarse 5 el 12 de marzo de 2025 junto con su servicio de streaming.
Es un canal de entretenimiento general que muestra programas encargados internamente como The Drowning, All Creatures Great and Small y Ben Fogle: New Lives in the Wild. El canal también ha dependido de importaciones de los Estados Unidos, incluidas la franquicia CSI, la franquicia NCIS, las primeras tres series de la franquicia Law & Order, Power Rangers, El mentalista, Body of Proof, Érase una vez, Dallas, Under the Dome y la comedia Friends.

## Historia

### Gestación del quinto canal
A comienzos de los años 1990, el Gobierno británico proyectó el lanzamiento de un quinto canal en televisión analógica con cobertura nacional. En ese tiempo surgieron distintas propuestas, como una liderada por Thames Television y con apoyo financiero de Silvio Berlusconi, pero los proyectos quedaron en punto muerto, por problemas para ejecutar el proyecto. La mayor dificultad estaba relacionada con la asignación de frecuencias, porque la nueva oferta podía interferir con otros canales.
En 1994, la Comisión Independiente de Televisión retomó el concurso. El entonces presidente de Time Warner International, Tom McGrath, presentó una oferta que contemplaba aspectos de cobertura, señal y antenificación de los hogares. Su nombre era Channel 5 Broadcasting Limited y su líder era el consejero delegado de Meridian Broadcasting, Lord Clive Hollick, después de que el Gobierno británico prohibiese a Time Warner poseer más del 25% de los títulos. Sin embargo, McGrath se marchó a Paramount, y Time Warner abandonó el proyecto. La empresa norteamericana fue reemplazada por el grupo CLT Radio Luxembourg, que en años posteriores se hizo con el control de toda la compañía.

### Primeros años
Channel 5 no contó con cobertura en todo Reino Unido en el momento de su lanzamiento, previsto para la primavera de 1997. La televisión fue realojada en frecuencias que quedaron vacantes y en complicados procesos de reasignación en otras regiones. Por ello, se realizó una fuerte campaña publicitaria, orientada a la antenización de los hogares y a mostrar el nuevo canal al público. Las empresas encargadas de la publicidad fueron las agencias Wolf Olins y Saatchi & Saatchi, que apostaron por un "5" dentro de un círculo como logotipo, y una barra con cinco colores como imagen visual.
El canal comenzó sus emisiones regulares el 30 de marzo de 1997 a las 18:00 horas (GMT), con un video protagonizado por las Spice Girls, en aquella época uno de los grupos musicales más populares del país. Por su parte, los primeros presentadores que aparecieron fueron Tim Vine y Julia Bradbury. En cuanto a contenidos, Channel 5 apostó por entretenimiento, seriales e información. A pesar de las dificultades técnicas, su nacimiento fue más seguido que el de Channel 4 hace 15 años. Sin embargo, Channel 5 se convirtió en el canal nacional menos visto del país durante los siguientes cinco años, con una media entre el 4% y el 5% de cuota de pantalla.
Para mejorar los datos de audiencia, RTL Group ofreció una oferta más sofisticada. El grupo realizó un relanzamiento multimillonario, con la compra de series norteamericanas de éxito, derechos deportivos y una mayor apuesta informativa. También supuso una remodelación completa de la imagen corporativa, con el cambio de nombre a Five, con la que se quería mostrar un estilo más sofisticado. La cuota de pantalla ascendió al 6% en los cuatro primeros años después de los cambios.
Con el lanzamiento de la televisión digital terrestre, Five se introdujo en el accionariado del operador de pago Top Up TV, y lanzó dos nuevos canales en Freeview en 2006: Five Life, dedicado a la infancia y la mujer, y Five Us, con producción de Estados Unidos. También se puso en marcha un canal en alta definición.
Durante varios años, los datos de audiencia motivaron rumores de venta o una fusión de Five con otros canales privados. En febrero de 2004, se confirmó que el canal negociaba una unión con Channel 4, otro canal privado con problemas económicos. Sin embargo, esta operación nunca se llevó a cabo, y RTL Group aumentó su presencia accionarial.
En 2010, RTL Group vendió Five a Northern & Shell, grupo editor del Daily Express, por 125 millones de euros. El nuevo propietario anunció una nueva modificación de la identidad corporativa del canal, que se convirtió en Channel 5 el 14 de febrero de 2011.

### Propiedad de Viacom/Paramount Global/Paramount Skydance Corporation (2014-presente)
En enero de 2014, se informó que Richard Desmond estaba considerando vender Channel 5 por hasta 700 millones de libras esterlinas. El 1 de mayo de 2014, Desmond acordó vender Channel 5 a Viacom por 450 millones de libras esterlinas (759 millones de dólares estadounidenses). El acuerdo se aprobó el 10 de septiembre de 2014 y, al mismo tiempo, se anunció que iba a co-comisionar programas con sus canales de pago, como Nickelodeon y MTV.
Bajo el mando de Viacom, el canal planeó aumentar su programación original, incrementando su presupuesto en un 10 %. El 11 de febrero de 2016, Channel 5 también presentó una marca renovada, diseñada para reflejar su nuevo enfoque de "Televisión con Vibra y Emoción".
En diciembre de 2019, Viacom se fusionó nuevamente con CBS Corporation, formando ViacomCBS (posteriormente Paramount Global y ahora Paramount Skydance Corporation), convirtiendo a Channel 5 en una cadena hermana de CBS en Estados Unidos y de Network 10 en Australia. Channel 5 recibió el premio al Canal del Año de la Royal Television Society y los Premios Broadcast en 2020. El jurado de ambos premios reconoció la expansión de la cadena bajo el liderazgo de ViacomCBS.
El 20 de agosto de 2024, se informó que Paramount planeaba cambiar la marca de Channel 5 a principios de 2025, lo que significaría que su nombre en antena se acortaría a "5". Además, la plataforma de televisión a la carta My5 también se consolidará bajo la marca "5" para unificar sus canales lineales y de streaming, siguiendo el ejemplo de Channel 4. Además, se suspendieron los planes de fusionar Pluto TV con My5. El cambio de marca se llevó a cabo el 12 de marzo de 2025 y apareció material promocional previo al lanzamiento con el mismo logotipo "5" en un nuevo color amarillo en los lugares de transporte público de Londres.

## Cobertura
La cobertura analógica de Channel 5 estuvo limitada desde su nacimiento. Debido a que el plan de frecuencias del Reino Unido solo estaba pensado cuatro canales en emisión nacional hubo que pensar en dar cobertura con el menor uso de frecuencias posibles para no alterar las de otras cadenas. Posteriormente se determinó que a través de los canales 35 y 37 de UHF se podía dar cobertura al 70% de la población de Reino Unido, pero dichos canales eran empleados para señal de grabación de video por conexión RF en muchos hogares. Antes del lanzamiento, la propia cadena se ocupó de dar instrucciones telefónicas a los interesados o a mandar técnicos para resintonizar los canales de video o implantar un filtro que permitiera ver la señal de Channel 5.
A pesar de eso, muchos hogares continuaron sin poder ver la nueva cadena, por lo que se mejoró la cobertura analógica y también se subió la señal al servicio satelital de Astra para BSkyB, lo cual permitió ver Channel 5 en todo el país a través del satélite. Hasta el apagón analógico, el canal no podía recibirse en abierto en partes de la costa sur de Inglaterra al interferir con señales de televisión francesa, muchas áreas del noreste de Inglaterra, zonas de Escocia, gran parte de Gales y en gran parte de la región de Cumbria. Channel 5 tiene cobertura total para todo el país a través de las plataformas de televisión digital, operadores de cable y varias operadoras de IPTV.

## Imagen corporativa

2002-2008
2008-2011
2011-2016